# La fortuna de viure
La fortuna de viure (títol original: Les Enfants du marais) és una pel·lícula francesa dirigida per Jean Becker, estrenada el 1999. Ha estat doblada al català. Es tracta de l'adaptació de la novel·la homònima de Georges Montforez, publicada l'any 1958.

## Argument
La història es desenvolupa l'any 1932 a França.
És la història de dos homes que s'han fet amics per la força de les coses. Mentre que Riton viu des de sempre al maresme amb la seva segona dona i els seus tres fills, Garris s'hi instal·la després haver estat desmobilitzat en la Primera Guerra Mundial. En guarda una cicatriu moral profunda i irreversible. El primer és maldestre i dropo, el segon és espavilat i dinàmic.
Es troben de manera fortuïta, el seu afecte és evident. La unió serà la seva força en les petites tasques de tots els dies que els permeten de subsistir. Viuen de petites feines poc remunerades però que els garanteixen una cosa essencial: la llibertat. Una llibertat que se'ls enveja i que sembla lligada al «llur» maresme. El símbol d'un racó de paradís tot a la vegada fràgil i amenaçat.
Aquests dos companys tenen un altre punt en comú: la insatisfacció amorosa. Riton ha deixat anar la seva primera dona i Garris veu marxar l'amor que pretén en la persona de Marie. Doncs junts recerquen una passió, d'un gaudi de la vida que la vida amorosa no omple.

## Repartiment
- Jacques Villeret: Henri Pignol, anomenat Riton
- Jacques Gamblin: Garris, l'acordionista
- André Dussollier: Amédée, l'aficionat de jazz
- Michel Serrault: Hyacinthe Richard, anomenat Pépé la Rainette
- Isabelle Quadrat: Marie, la minyona d'una família burgesa
- Éric Cantona: Joseph "Jo" Sardi, el boxador
- Marlène Baffier: Crit-Crit, la noia d'Henri Pignol
- Suzanne Flon: Crit-Crit vella, explica la història prop de l'Oratori
- Jacques Dufilho: el vell de la cabana
- Gisèle Casadesus: Madame Mercier
- Roland Magdane: Félix
- Élisabeth Commelin: Marthe
- Julie Marboeuf: Émilie, la dona d'Henri Pignol
- Jenny Clève: Berthe, la minyona de Hyacinthe Richard
- Philippe Magnan: Laurent, el gendre de Hyacinthe Richard
- Jacques Boudet: Tane, el conductor del tren
- Melanie Baxter-Jones: Catherine
- Christian Taponard: l'advocat
- Anne El Guernec: Mireille, la companya de Jo Sardi
- Charles Tordjman: el director del magatzem
- Pierre Bianco: el banquer
- Jacques Dynam: Ferrardin, l'obrer a la torre

## Esdeveniments històrics citats al film
- Diversos personatges han estat soldats durant la Primera Guerra Mundial.
- En boxa anglesa, l'any 1921, la derrota del francès Georges Carpentier enfront de Jack Dempsey
- L'assassinat del president de la república Paul Doumer
- L'arribada al poder dels nazis a Alemanya.

## Llocs de rodatge
El film ha estat girat a la regió Roine-Alps:
- a l'Ain: a Colomieu, Montmerle-sur-Saône, Trévoux, Cerdon, Fareins.
- al Roine: a Lió, Morancé, Villefranche-sur-Saône, Cogny.
- a l'Ardecha: a La Mastra.

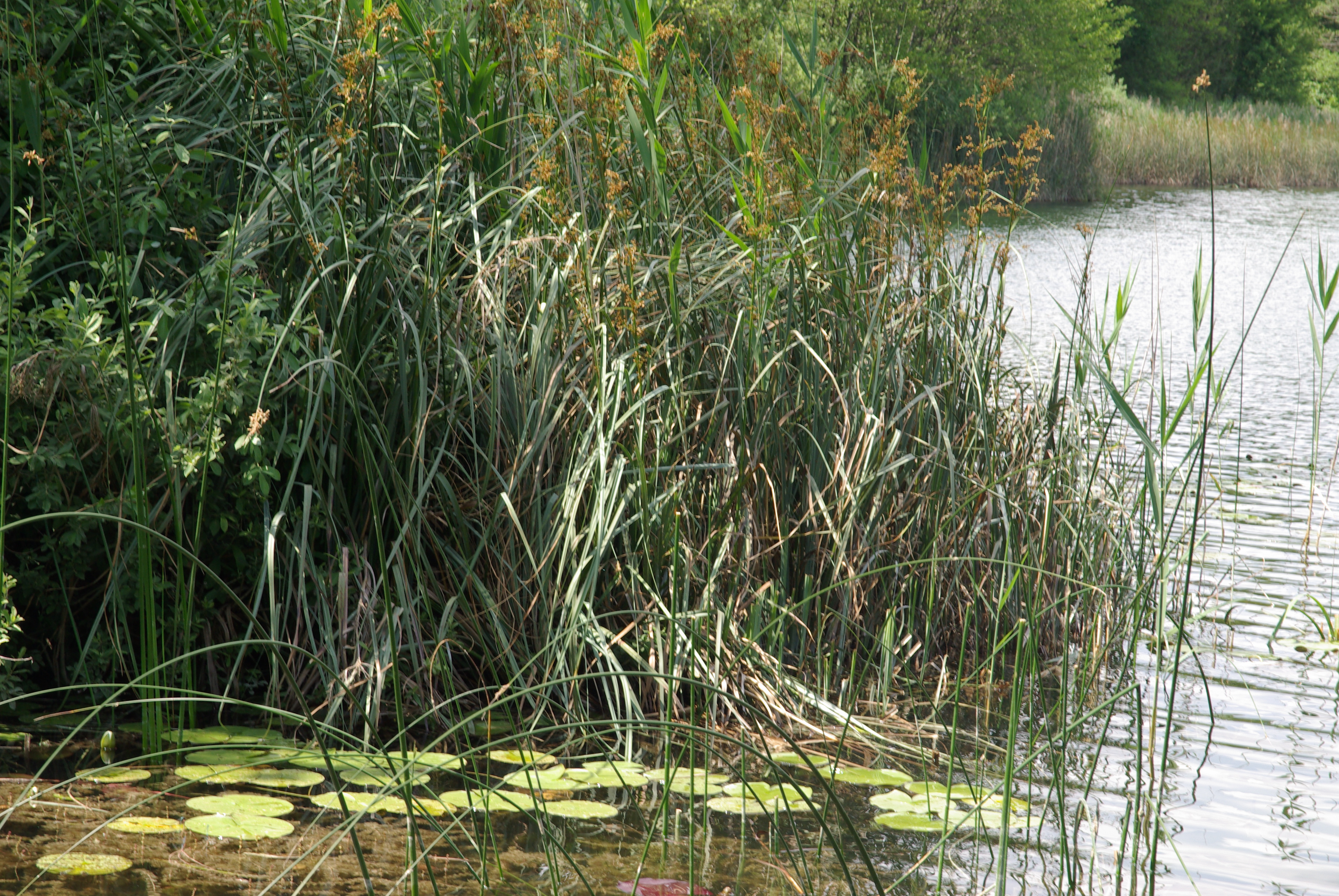
Prop de la cabane de Riton
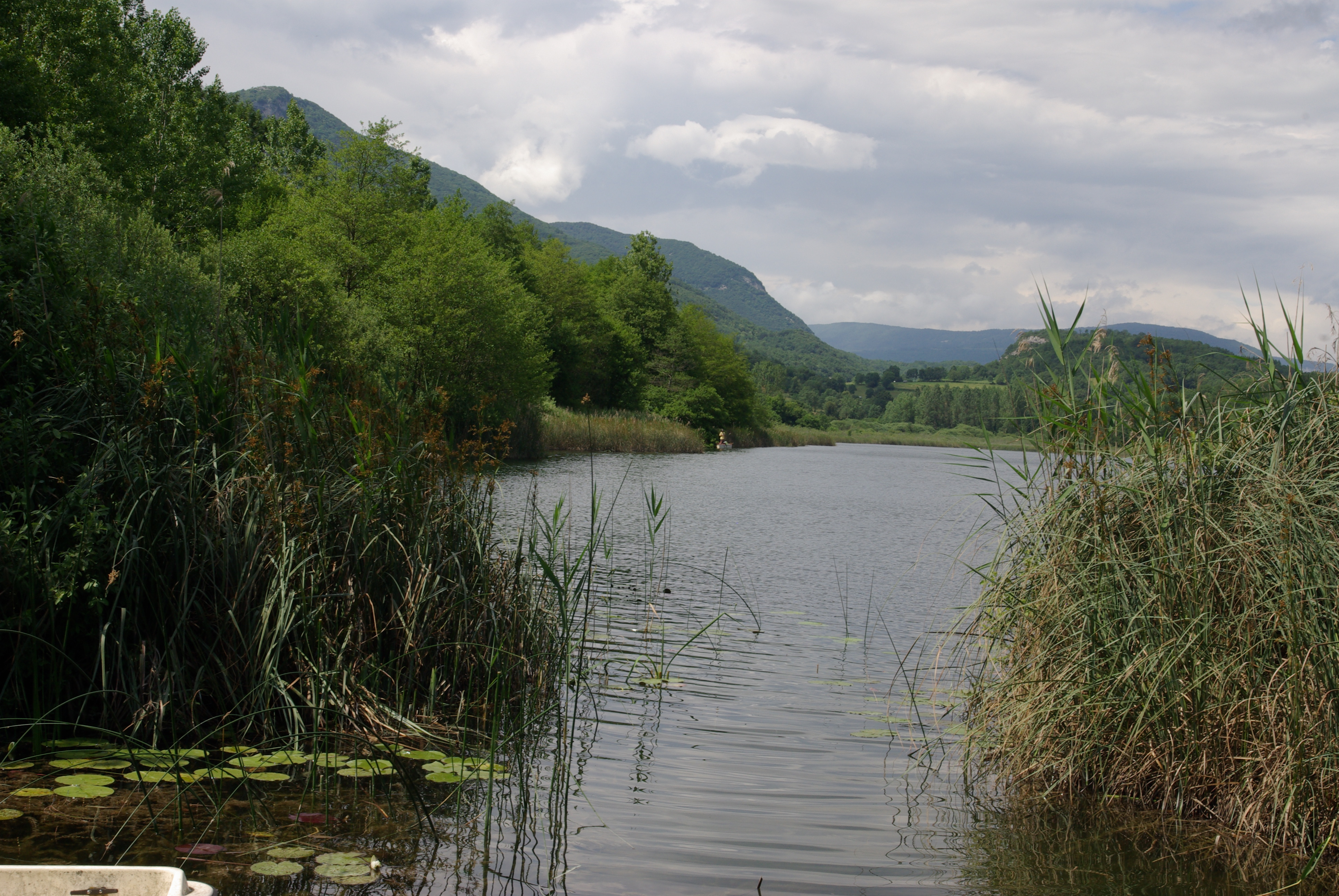
Vista general
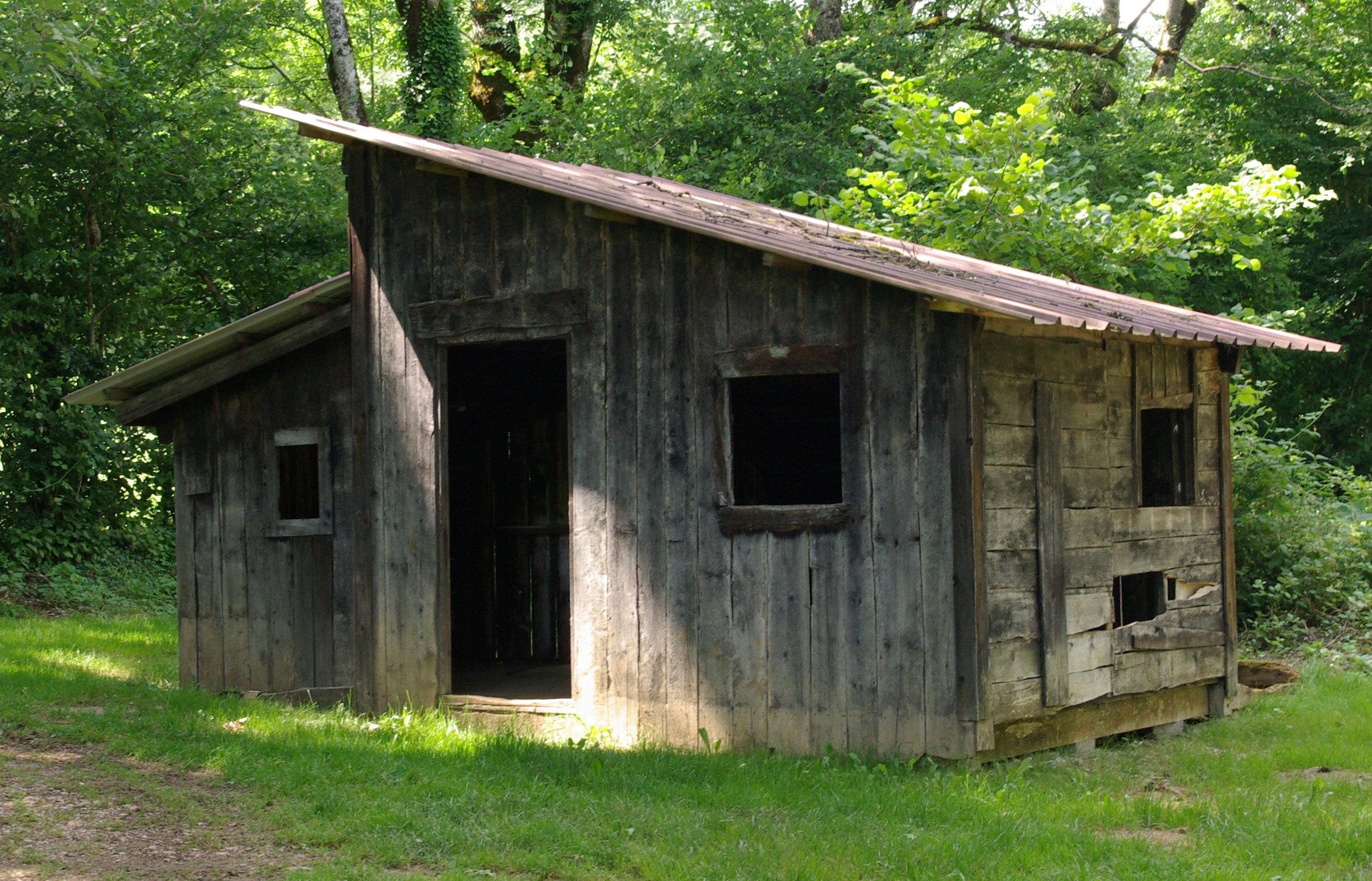
La cabane de Riton

## Premis i nominacions
- Premi del millor actor per a Jacques Gamblin, en el Festival de cinema de Cabourg 1999.
- Premi del públic, en ell Festival Internacional de Cinema Fantàstic de Catalunya 1999.
- 5 Nominacions al Cèsar del cinema 2000: César a la millor pel·lícula, César al millor director, César al millor actor secundari (André Dussollier), César a la millor música original (Pierre Bachelet), millor so (Guillaume Sciama i William Flageollet).